# Adler 2 Liter
O Adler 2-Liter foi um veículo médio familiar produzido no ano de 1938 na fábrica da Adler em Frankfurt am Main, na Alemanha. Lançado em substituição ao modelo Adler Trumpf de 1935.